# Mertzon (Texas)
Mertzon es una ciudad ubicada en el condado de Irion en el estado estadounidense de Texas. En el Censo de 2010 tenía una población de 781 habitantes y una densidad poblacional de 198,52 personas por km².

## Geografía
Mertzon se encuentra ubicada en las coordenadas 31°15′43″N 100°49′15″O / 31.26194, -100.82083. Según la Oficina del Censo de los Estados Unidos, Mertzon tiene una superficie total de 3.93 km², de la cual 3.93 km² corresponden a tierra firme y (0%) 0 km² es agua.

## Demografía
Según el censo de 2010, había 781 personas residiendo en Mertzon. La densidad de población era de 198,52 hab./km². De los 781 habitantes, Mertzon estaba compuesto por el 89.12% blancos, el 1.15% eran afroamericanos, el 0.13% eran amerindios, el 0.13% eran asiáticos, el 0% eran isleños del Pacífico, el 6.53% eran de otras razas y el 2.94% pertenecían a dos o más razas. Del total de la población el 35.85% eran hispanos o latinos de cualquier raza.